# Schneewittchen und die sieben Zwerge (1937)
Schneewittchen und die sieben Zwerge (Originaltitel: Snow White and the Seven Dwarfs) ist der erste abendfüllende Zeichentrickfilm der Walt-Disney-Studios und erschien im Jahr 1937. Dem Film liegt das Märchen Schneewittchen der Brüder Grimm zugrunde. Dieser Märchenfilm bildete aufgrund seines großen Erfolges den Grundstein für eine Vielzahl von weiteren Familien-Zeichentrickfilmen aus dem Hause Disney.
Der Film gehört laut dem American Film Institute zu den 100 besten US-Filmen aller Zeiten. Zudem wird er als bedeutendster Zeichentrickfilm genannt.

## Handlung
Das schöne, junge Schneewittchen wächst als Dienstmagd am Hof ihres Vaters und ihrer neidischen Stiefmutter auf. Diese kann den Gedanken nicht ertragen, dass ihre Stieftochter immer schöner wird und damit auch schöner als sie. Deshalb beauftragt sie einen Jäger, das Mädchen in den Wald zu bringen und dort zu töten. Er geht mit ihr dorthin, bringt den Mord an der unschuldigen Schönheit jedoch nicht übers Herz und lässt sie ins Dunkel des Waldes fliehen.
Schneewittchen irrt voller Angst durch die Nacht und schläft schließlich ein. Sie erwacht am nächsten Morgen im Kreise der Tiere des Waldes, die sie zu einem kleinen Häuschen führen. Hier findet sie Hinweise auf sieben Zwerge vor, die jedoch die Ordnung und den Hausputz schon länger vernachlässigt haben. Eifrig macht sie sich gemeinsam mit den Tieren an die Arbeit und bringt das Haus auf Vordermann. (In der grimmschen Version sind die Zwerge allerdings leidlich ordentlich – Schneewittchen braucht sich nicht um die Hausarbeit zu kümmern.)
Wenig später beenden die sieben Zwerge ihre Arbeit in ihrer Edelsteinmine in den nahen Bergen und ziehen fröhlich singend nach Hause. Erstaunt finden sie ihr Haus im Wald sauber und ordentlich vor, sogar das Essen steht auf dem Tisch. Quer auf ihren Betten schläft Schneewittchen, die sich erschreckt, als die Zwerge sie wecken. Man freundet sich jedoch schnell an und beschließt, dass die junge Schöne bei den Zwergen wohnen bleiben kann und dafür den Haushalt führt.
Die böse Stiefmutter hat aber durch ihren magischen Spiegel erfahren, dass Schneewittchen noch am Leben ist. Sie verschafft sich durch Magie ein anderes Aussehen, vergiftet einen Apfel und macht sich auf den Weg zur Hütte der Zwerge, wo ihre ahnungslose Stieftochter sie freundlich empfängt und den Apfel annimmt.
Die Zwerge finden Schneewittchen leblos vor und verfolgen die Stiefmutter, die inmitten eines Gewitters durchs Gebirge flieht. Sie stirbt, als der Abhang, auf dem die Zwerge sie stellen, vom Blitz getroffen und in die Tiefe gerissen wird. Die trauernden Zwerge kehren zurück und bestatten Schneewittchen in einem gläsernen Sarg. Als sie vor dem Sarg stehen, tritt ein junger Prinz auf den Plan und küsst die Schöne, die daraufhin wieder zum Leben erwacht. Liebevoll verabschiedet sie sich von den Zwergen und macht sich mit ihrem Verehrer auf den Weg in ihr neues Leben.

## Produktionsgeschichte
Die Produktionsgeschichte von Schneewittchen und die sieben Zwerge ist trotz des hohen Alters dieses Filmes sehr gut dokumentiert, was die Bedeutung von Disneys erstem abendfüllendem Film in der Geschichte des Films unterstreicht. Hauptargument für die Entscheidung, einen langen Zeichentrickfilm zu produzieren, waren die Reaktionen auf Disneys bisherige Werke und vor allem Walt Disneys Enthusiasmus, der dem Gespött seiner Hollywoodkollegen standhielt.
Mitte 1935 kündigte Walt Disney vor der Presse in London an, er wolle „alle zwei Jahre einen abendfüllenden Trickspielfilm herstellen […], der sich auf weltbekannte Erzählungen, Märchen und Sagen stützen wird“. Als erster Film solle Schneewittchen und die sieben Zwerge produziert werden. Neben diesem Hauptwerk war auch schon ein Cartoon über den Hirsch Bambi geplant, „der im Innern des Waldes lebt, und die ganze Fabelwelt der Tiere soll mit ihm aufmarschieren“.

### Die Idee zu einem abendfüllenden Zeichentrickfilm
Walt Disney entschloss sich aus mehreren Gründen dazu, einen abendfüllenden Zeichentrickfilm zu produzieren. Erstens lag es an seinem ständigen Streben nach Perfektion. Disney wollte stets neue und größere Herausforderungen ausprobieren und überwinden. Zum Zweiten lag es daran, dass das Disney-Studio nur überleben konnte, wenn es seine Bandbreite vergrößerte. Damals verdiente das Studio nur Geld durch kurze Cartoons, die in den Staaten lediglich als Vorprogramm in den Kinos verwendet wurden, Merchandising und einige wenige Comics, wobei diese damals ebenfalls nur als Merchandising gelten können, da Disney sich durch deren Veröffentlichung bloß schnelles Geld und eine Popularitätssteigerung seiner Figuren erhoffte. Ein echtes Standbein des Unternehmens waren sie noch nicht.
Die Situation des Studios, welches in den vergangenen Jahren sehr hohes Ansehen erlangte, zeigt sich sehr gut in folgendem Beispiel: Die Walt Disney Productions erhielten 60 % der Einnahmen von jedem Film und dazu 20.000 US-Dollar Vorschuss auf jeden Cartoon. Auch wenn dies eine große Leistung für ein Studio ist, das bis dato nur kurze Zeichentrickfilme und gar keine Spielfilme produzierte, so ist zu bedenken, dass jeder Cartoon, nicht zuletzt aufgrund Disneys hoher Qualitätsanforderungen, 50.000 US-Dollar in der Produktion kostete. Ein Erstaufführungskino zahlte aber für einen Kurzfilm lediglich 150 US-Dollar pro Woche und Cartoon. Für abendfüllende Filme dagegen zahlten die Kinos 3.000 US-Dollar, womit für Disney die Rechnung klar gewesen sein müsste. Hinzu kommt, dass die genannten Zahlen für 1935 gelten, also zu der Zeit, als Disney einen neuen Vertrag mit United Artists abschloss, und bereits ein Jahr nachdem Walt Disney die Idee für Schneewittchen und die sieben Zwerge entworfen hatte. Vor dem neuen Vertragsabschluss waren diese Eckdaten noch ungünstiger für Disney gewesen.
Als dritter Grund für die Entscheidung, einen langen Zeichentrickfilm zu produzieren, kann Disneys Erfolg mit seinen Cartoons und vor allem der dadurch aufkommende Respekt genannt werden. Das erste Kino, das ein gesamtes Programm nur mit einer Zusammenstellung von circa acht Kurzfilmen aus den Disney-Studios bestritt, befand sich 1934 in Stockholm. Diese Angelegenheit hat augenscheinlich Walt Disneys Vermutung bestätigt, dass Zeichentrickfilme Erwachsene einen ganzen Abend lang unterhalten können und nicht nur im Vorprogramm eines darauf folgenden Spielfilmes.
1935 bereisten Walt und sein Bruder Roy Oliver Disney Europa und machten bei dieser Tour in Paris halt, wo Walt eine Medaille des Völkerbundes erhielt. Am selben Tage lief in einem Kino in Paris als Hauptprogramm L´Heure joyeuse de Mickey avec Les Trois Petits Cochons, eine Zusammenstellung aus Micky Maus-Cartoons und dem Cartoon Die drei kleinen Schweinchen. So konnte sich Disney noch einmal vor Ort davon überzeugen, dass seine bereits gereiften Pläne funktionieren könnten. Zu diesem Zeitpunkt hatte er bereits das Märchen Schneewittchen und die sieben Zwerge als Vorlage ausgewählt.

### Walt Disneys Enthusiasmus
Walt Disney wurde, vor allem in späteren Jahren, heftig dafür kritisiert, dass er seinen Namen bei den Produktionen seines Studios voranstellte, obwohl er weder als Drehbuchautor noch als Zeichner an den Filmen beteiligt war. Dies geschah, weil Walt Disney in die Produktion seiner Filme involviert war. Er hatte einen kreativen Einfluss auf alles im Film. Wie bei anderen Filmen auch trug er die Arbeit sämtlicher Künstler zusammen und verband sie mit seiner eigenen Vorstellung.
Walt Disneys Einfluss auf den Film begann bereits bei der Entscheidung, was denn die Grundlage für den Film werden sollte. Zum einen wollte er sich einen Jugendtraum erfüllen, denn im Alter von fünfzehn Jahren sah er eine Stummfilmaufführung dieses Stoffes, die mit vier Projektoren leicht asynchron auf vier Leinwände projiziert wurde – seitdem wollte er das Märchen selbst verfilmen. Zum anderen fand er besonders dieses Märchen für einen Trickfilm geeignet, da vor allem die Darstellung der Zwerge bei der Spielfilmproduktion problematisch war. Somit war der Zeichentrickfilm in dieser Hinsicht dem Spielfilm überlegen.
Trotz Kritik seitens Teilen der Hollywood-Prominenz und seiner Geschwister war Walt Disney von seiner Idee überzeugt. Disney belastete sein Haus mit einer Hypothek und ging zu verschiedenen Banken, um das Geld zu sammeln. Die veranschlagten 250.000 US-Dollar bei einer Produktionszeit von achtzehn Monaten erhöhten sich jedoch auf 1.500.000 US-Dollar Kosten und drei Jahre Produktionszeit – eine für damalige Verhältnisse relativ große Summe.
1936 zeigte Disney dem Leiter der Radio City Music Hall seinen noch unvollendeten Film, worauf dieser ihn buchte. Nach einem Arrangement seines Bruders Roy traf Disney einen Bankier, um ein Darlehen von 250.000 US-Dollar zu erlangen, was er schließlich erreichte. Ein anderer Bankier lieh ihm Geld für diesen Film und für Pinocchio.
Die Mitarbeiter motivierte Disney derart, dass viele freiwillig Überstunden machten und eigene Ideen einbrachten, um das Projekt zu perfektionieren. Gemeinsam mit Walt Disney, der bei jeder Storykonferenz anwesend war, besprachen sie die Möglichkeiten des Films. Disney, viele Mitarbeiter, einige Bankiers und Roy erzählten im Laufe der Jahre, dass der Film nie fertig geworden wäre, hätte es nicht Druck von Seiten der finanziell interessierten Leute – hauptsächlich Roy Disney und die Bankiers – gegeben. Denn jedes Mal, wenn die Technik voranschritt, wollte Walt Disney alles mit der neuen Technik neu drehen. Dies bezieht sich namentlich auf die Multiplan-Kamera, die 1937 fertiggestellt wurde und im Oscar-prämierten Cartoon The Old Mill getestet wurde. Walt Disney wollte daraufhin alle Szenen, in denen man diese Kamera effektiv hätte einsetzen können, neu drehen, was man ihm aber ausredete, weshalb es nur wenige Multiplan-Szenen in Schneewittchen und die sieben Zwerge gibt.
Auf der Suche nach Perfektion entschied sich Disney zudem, mehrere Szenen zu streichen, zum Teil während der Produktion, aber auch aus dem fertigen Film. Zum einen die Szene zu Beginn, in der Schneewittchens Mutter stirbt, zum anderen zwei Szenen von Ward Kimball, der die Zwerge beim Suppe essen und beim Bau eines Bettes für Schneewittchen zeichnete. Disney selbst bedauerte diese Entscheidung Kimball gegenüber. Auch über die Songauswahl hatte Disney die Entscheidungshoheit. Aus den 25 für den Film geschriebenen Liedern wählte er die acht aus, die im endgültigen Film vorkommen.

### Die Produktion
Schneewittchen und die sieben Zwerge wurde für das relativ kleine Studio, dessen bisherige Filme keine zweistelligen Laufzeiten erreichten, zu einem vergleichsweise aufwendigen Unterfangen. Zur Spitzenzeit arbeiteten 750 Künstler am Film, darunter 32 Hauptzeichner, 102 Assistenzzeichner, 167 Inbetweener, 20 Layouter, 25 Hintergrundmaler, 65 Spezialeffektzeichner und 158 ausschließlich weibliche Tuscherinnen und Koloristinnen. Unbekannt ist die Anzahl der Tontechniker und der Techniker, die im Labor nachforschten, welche Methode die perfekte ist, um die Farben in der gewünschten Form auf die Leinwand zu bringen. Damals änderten sich die Farbtöne noch stark bei der Übertragung von der eigentlichen Zeichnung zur Projektion im Kino. Bei dieser Forschung machten sich die experimentellen Silly Symphonies nützlich, in denen man nach Start der Schneewittchen-Produktion auch dunklere, natürlichere Farben ausprobierte, um zu testen, welche Farben angenehmer für die Zuschauer seien. Disney wurde gewarnt, dass niemand 80 Minuten lang die grellen Cartoon-Farben aushalten würde.
Ein weiteres Problem war die große Anzahl an Spezialeffekten. In einem Zeichentrickfilm gilt alles, was sich bewegt, aber keine Figur ist, als Spezialeffekt. Rauch, Wasser, Wolken, Staub und ähnliches mussten von der Spezialeffektabteilung bearbeitet werden – alles ist im Film reichlich vorhanden. Jede Kamerabewegung, jeder Kamerawinkel, jede Platzierung der Beleuchtung und jeder Handlungsschnipsel wurde von den Layoutern, Chefzeichnern, dem Storyteam und Disney persönlich diskutiert.
Inspiration fanden sie bei zeitgenössischen Filmen, so ist zum Beispiel die Verfolgungsjagd zwischen den Zwergen und der Hexe an David Wark Griffiths Spielfilm Intolerance angelehnt. Bei der Gestaltung der Figuren hatte man außerdem bestimmte Prominente im Hinterkopf. So sollte der Prinz wie der junge Douglas Fairbanks aussehen, Schneewittchen wie der damalige Star Janet Gaynor und das Pferd des Prinzen wie das Pferd des Westernstars Tom Mix. Die Wutausbrüche der Königin entstanden nach der Studie von Charles Laughton in The Barretts of Wimpole Street, während Harpo Marx als Grundlage für den Charakter des Zwergs Seppl diente.
Eine der ersten gemeinsamen Ideen betraf die Handlung des Films. Man entschied sich sehr früh dafür, mehr Augenmerk auf die Zwerge zu legen, als es die Brüder Grimm taten. In der Vergangenheit hatte sich gezeigt, dass Nebenfiguren wie Goofy und Donald Duck in den Micky-Maus-Comics notwendig seien.
Um die Kreativität der Künstler und die Atmosphäre im Studio zu verbessern, entschied sich Walt Disney dafür, die Künstler keinem Zeitdruck auszusetzen. Weder mussten die Zeichnungen in einer bestimmten Zeitspanne angefertigt werden, noch verlangte man eine Mindestanzahl von Zeichnungen pro Tag. Die Überstunden, die freiwillig geleistet wurden, entlohnte Walt Disney mit Prämien. Viel Arbeit investierten die Künstler vor allem in den Realismus der Zeichnungen und die Bewegungen im Film, denn Schneewittchen sollte ein Spielfilm werden, kein Cartoon. So kam es zu realistischen Hintergründen und dem real aussehenden Haus der Zwerge und auch zum erstmaligen Einsatz der Rotoskopie bei den Disney-Studios. Damit werden vorher aufgenommene Bewegungen von Schauspielern überzeichnet, um der Realität möglichst nahezukommen. Unter anderem beim Prinzen und Schneewittchen wurde dieses Verfahren genutzt. Als das Tanzmodell für Schneewittchen diente beispielsweise die später bekannte Schauspielerin und Tänzerin Marge Champion, die sich nach eigenen Angaben gegen rund 200 Bewerberinnen durchsetzte.

## Hintergrund
- Zur Uraufführung am 21. Dezember 1937 im Carthay Circle Theater in Los Angeles war ausschließlich Hollywood-Prominenz geladen.
- In der Radio City Music Hall, dem damals größten Kino der Welt, wurde der Film – als erster in dieser Spielstätte  überhaupt – in der vierten Woche prolongiert und danach noch mindestens in die fünfte Woche verlängert.[5][6]
- Literarisch wurde der Film von John Steinbeck in seinem Roman Wonniger Donnerstag weiterverwertet.
- Mit einem damaligen Einspielergebnis von rund acht Millionen US-Dollar war er zu jener Zeit der weltweit erfolgreichste Tonfilm. In den USA zählte „Schneewittchen“ 109 Millionen Besucher.
- Nach 74 Jahren feierte der Film am 22. April 2011 auf Sat.1 seine deutsche Free-TV-Premiere.

## Aufführungen in Europa
Anfang Januar 1938 wurde in Österreich angekündigt, der Film erscheine „schon im Frühjahr in Wien im Verleih der RKO“. Dazu kam es jedoch nicht, möglicherweise infolge des Anschlusses Österreichs; vielmehr war im Oktober erneut davon die Rede, der Film werde „auf seiner beispiellosen Erfolgsreise durch die Welt bald auch nach Wien kommen“. Es ist daher unklar, ob der Film in seiner Originalfassung in Österreich vor dem Ende des Zweiten Weltkriegs öffentlich aufgeführt wurde.
In Prag lief der Film mindestens vom 22. Oktober bis 29. Dezember 1938 in Premierenkinos, danach bis 3. Januar 1939 als prolongierte Premiere.

## Deutsche Synchronisation
Im Gegensatz zu späteren Disney-Filmen wurde bei der Produktion bereits im Vorfeld Wert darauf gelegt, den Film international vermarkten zu können. Deswegen wurden vom Disney-Studio bereits bei der Produktion verschiedene Hintergründe verwendet, um etwa Inschriften, Buchtexte und Namen der Zwerge in verschiedene Sprachen zu adaptieren.
Schon kurz vor der Uraufführung wurde angekündigt, der Film solle in 40 Sprachen synchronisiert werden – eine bis dahin unerreichte Zahl von fremdsprachigen Fassungen.
Es existieren drei verschiedene deutsche Synchronfassungen des Films. Da trotz Verhandlungen Deutschlands mit Disney ein Ankauf des Films nicht realisierbar war, entstand die erste deutschsprachige Synchronisation für die Schweiz und Österreich im Frühjahr 1938 in den Cinetone Studios in Amsterdam. In dieser deutschen Version liehen mehrere aus Deutschland geflohene Schauspieler den Figuren ihre Stimmen, so sprach und sang Hortense Raky das Schneewittchen. Der Zauberspiegel wurde von Kurt Gerron gesprochen, der das Dialogbuch schrieb und, wie auch in der niederländischen Fassung, Synchronregie führte und die Königin von Dora Gerson, die 1943 mit ihrer gesamten Familie im KZ Auschwitz ermordet wurde. Der Zwerg „Chef“ wurde in dieser Fassung von dem 1933 aus Deutschland geflohenen und 1944 im Konzentrationslager Auschwitz ermordeten Schauspieler Otto Wallburg gesprochen. Es ist unklar, ob die Synchronfassung in Österreich noch vor dem Krieg öffentlich gezeigt wurde. Am 25. Juni 1948 lief der Film erstmals nach dem Krieg, über Atlantik-Filmverleih, in Wien an. Die bundesdeutsche Erstaufführung erfolgte erst am 24. Oktober 1950 in Köln im Verleih der deutschen RKO, Frankfurt am Main – in der Synchronisation von 1938. Im Dezember 1957 wurde die Erstsynchronisation letztmals im Verleih der Herzog Filmverleih München in der Bundesrepublik Deutschland wiederaufgeführt.
Für die Wiederaufführung im Walt-Disney-Filmverleih, Frankfurt am Main, im November 1966 entstand bei der Simoton Film GmbH, Berlin die zweite Synchronisation (Buch, Dialogregie und Liedertexte: Eberhard Cronshagen; Musikalische Leitung: Heinrich Riethmüller). In dieser Fassung war Uschi Wolff die Sprechstimme, Susanne Tremper die Gesangsstimme von Schneewittchen. Die zweite Fassung war gegenüber der ersten Synchronisation deutlich modernisiert, geglättet und „kindgerechter“ gestaltet.
Die dritte Synchronisation entstand 1994 als „Direct-to-Video-Synchro“ für die Erstveröffentlichung des Films auf VHS-Video bei der Berliner Synchron GmbH Wenzel Lüdecke (Regie, Buch- und Textbearbeitung: Lutz Riedel). Schneewittchens Rolle wurde von Manja Doering gesprochen und von Alexandra Wilcke gesungen. Die dritte Synchronisation stellt bei den Liedertexten teilweise eine Mischung aus den deutschen Texten von 1938 und 1966 dar. So wurde der Text des Liedes des Prinzen nahezu wörtlich aus dem Textbuch von 1938 entnommen („Singen, immer nur Singen“ statt „Ein Lied will ich Dir singen“, 1966). In der Bearbeitung von 1994 wurden aus technischen Gründen Teile der Originalfassung verwendet, beispielsweise das Brunnenecho in der zweiten Szene.
Die alten Synchronisationen sind heute aus dem Verkehr gezogen und dürfen offiziell nicht mehr verwendet werden.
| Rolle                           | Originalsprecher  | Deutscher Sprecher (1938)           | Deutscher Sprecher (1966) | Deutscher Sprecher (1994) |
| ------------------------------- | ----------------- | ----------------------------------- | ------------------------- | ------------------------- |
| Schneewittchen                  | Adriana Caselotti | Hortense Raky                       | Uschi Wolff               | Manja Doering             |
| Schneewittchen (Gesang)         | Adriana Caselotti | Hortense Raky oder Claire Eiselmayr | Susanne Tremper           | Alexandra Wilcke          |
| Die böse Königin                | Lucille La Verne  | Dora Gerson und Frau Stern          | Gisela Reißmann           | Gisela Fritsch            |
| Hexe                            | Lucille La Verne  | Dora Gerson und Frau Stern          | Gisela Reißmann           | Kerstin Sanders-Dornseif  |
| Prinz                           | Harry Stockwell   | Willy Stettner                      | René Kollo                | Rolf Dieter Heinrich      |
| Chef (eng. Originalfassung Doc) | Roy Atwell        | Otto Wallburg                       | Klaus W. Krause           | Manfred Lichtenfeld       |
| Brummbär (engl. Grumpy)         | Pinto Colvig      | Kurt Lilien                         | Karl Hellmer              | Roland Hemmo              |
| Happy                           | Otis Harlan       | Siegfried Arno                      | Eduard Wandrey            | Gerry Wolff               |
| Hatschi (engl. Sneezy)          | Billy Gilbert     | Siegfried Arno                      | Walter Bluhm              | Fritz Decho               |
| Schlafmütz (engl. Sleepy)       | Pinto Colvig      | Kurt Gerron                         | Herbert Weißbach          | Horst Kempe               |
| Pimpel (engl. Bashful)          | Scotty Mattraw    | Kurt Gerron                         | Erich Fiedler             | Heinz Fabian              |
| Seppl (engl. Dopey)             | Eddie Collins     | Eddie Collins                       | Eddie Collins             | Eddie Collins             |
| Der Zauberspiegel               | Moroni Olsen      | Kurt Gerron                         | Klaus Miedel              | Hermann Ebeling           |
| Jäger                           | Stuart Buchanan   | unbekannt                           | Arnold Marquis            | Klaus Sonnenschein        |
| Erzähler                        | nicht vorhanden   | nicht vorhanden                     | Heinz Petruo              | Friedrich Schoenfelder    |

1. ↑  Unterschiedliche Quellen geben eine unterschiedliche Rollenverteilung an.

## Rezeption

### Kritiken
„Nach dem Grimmschen Märchen schuf Disney seinen ersten abendfüllenden Zeichentrickfilm, wobei er die Vorlage als romantisches Melodram interpretiert, das zugleich voller zauberhafter Komik und Skurrilität ist: Jedem der sieben Zwerge wurde ein äußerst prägnanter Charakter verliehen. Innovativ wirkte seinerzeit der Einsatz der ‚Multiplan-Kamera‘, die die gemalten Bildräume plastisch erfahrbar macht. Statt den Stoff zu ‚amerikanisieren‘, beteiligte Disney namhafte europäische Illustratoren an der Konzeption, wobei einige düstere (nicht unbedingt kindgerechte) Passagen die Tradition der deutschen Romantik suchen.“

„Dieser Zeichentrickfilm aus der kunstfertigen Werkstatt Walt Disneys gibt einem unserer schönsten Märchen amerikanisch-buntes Leben. Besonders liebevolle Tierzeichnungen. Sehenswert.“

„Zeichentrickfilm von Walt Disney, der das Märchen der Brüder Grimm in eine Operette amerikanischen Musters verwandelt hat. Für unvoreingenommene Freunde der Disney'schen Zeichenfiguren gut geeignet (ab 8 Jahren etwa).“

Die Filmbewertungsstelle Wiesbaden verlieh der Produktion das Prädikat wertvoll.
Der Schriftsteller Stephen King setzte den Film zusammen mit weiteren Disney-Filmen in einen Kontext mit frühen Horrorfilmen und ihrer Wirkung auf Kinder. Er bezeichnete sie für die Fantasie der Kinder als potenzielle „Minenfelder des Schreckens“ und benennt dabei die Szene der bösen Hexe mit dem vergifteten Apfel.

### Auszeichnungen
- 1938: Grand Biennale Great Art Trophy der Filmfestspiele von Venedig für Walt Disney
- 1939: Spezial-Oscar (eine normal große Oscar-Statue und zusätzlich sieben symbolische Miniatur-Oscars[22]) für Walt Disney
- 1939: New York Film Critics Circle Award für Walt Disney
- 1987: Spezialpreis der Motion Picture Screen Cartoonists Guild aus Anlass des 50. Geburtstages des Films
- 1989: Aufnahme in das National Film Registry
- 2001: Saturn Award für die beste DVD-Veröffentlichung eines Klassikers

## Veröffentlichungen

### Heimfilm
- Schneewittchen und die sieben Zwerge, 65 m Super 8 – Fassung Piccolo Film, München 1976
- Ein Zwerg in Nöten, 45 m Super 8 – Ausschnitt Revue Film
- Schneewittchen und die sieben Zwerge, Walt Disney Meisterwerke – VHS, Walt Disney Home Entertainment 1994
- Schneewittchen und die sieben Zwerge, Platinum Edition – VHS, Buena Vista Home Entertainment 2001
- Schneewittchen und die sieben Zwerge Platinum Edition – DVD, Buena Vista Home Entertainment 2001
- Schneewittchen und die sieben Zwerge 2-Disc-Edition – DVD, Walt Disney Studios Home Entertainment 2009
- Schneewittchen und die sieben Zwerge Diamond Edition-Blu-Ray, Walt Disney Studios Home Entertainment 2009
- Schneewittchen und die sieben Zwerge Diamond Edition-Blu-Ray / DVD, Walt Disney Studios Home Entertainment 2014
- Schneewittchen und die sieben Zwerge Disney Classics Collection-Blu-Ray / DVD, Walt Disney Studios Home Entertainment 2017[23]

### Soundtrack
- Frank Churchill, Larry Morey, Paul J. Smith, Leigh Harline: Snow White and the Seven Dwarfs. Original Motion Picture Soundtrack. Classic Soundtrack Series. Walt Disney Records, Burbank 1998, Tonträger-Nr. 60959-7 – digital restaurierte, vollständige Original-Aufnahme der Filmmusik sowie einiger nicht verwendeter Musikstücke, eingespielt unter der Leitung von Frank Churchill
- Frank Churchill, Larry Morey, Paul J. Smith, Leigh Harline, Eberhard Cronshagen: Schneewittchen und die sieben Zwerge. Deutscher Original Film-Soundtrack. WEA International 2001, Tonträger-Nr. 0927-42516-2 – Filmsoundtrack mit den deutsch synchronisierten Liedern
- Frank Churchill, Larry Morey, Paul J. Smith, Leigh Harline: Snow White and the Seven Dwarfs. Songs from the Original Soundtrack. Pickwick, London 1989, Tonträger-Nr. DSMCD 456 – nicht vollständige Fassung mit Original-Filmdialogen und Erzählerstimme; enthält jedoch einige interessante Interviews mit Walt Disney, Adriana Caselotti und Ward Kimball

### Filmdokumentationen
- Still the Fairest of Them All: The Making of „Snow White and the Seven Dwarfs“. Video-Dokumentation von Harry Arends. USA 2001, Buena Vista, 45 Minuten